# Il prestanome
Il prestanome (The Front) è un film del 1976 diretto da Martin Ritt e interpretato da Woody Allen e Zero Mostel.
Scritto da Walter Bernstein, che ottenne una candidatura all'Oscar per la migliore sceneggiatura originale, fu la prima produzione hollywoodiana a rappresentare l'industria dell'intrattenimento nel periodo del maccartismo, quando centinaia di attori, registi e sceneggiatori sospettati di attività sovversive furono iscritti nella cosiddetta lista nera in seguito alle indagini della Commissione per le attività antiamericane (HUAC), perdendo ogni possibilità di continuare a lavorare.
Negli Stati Uniti fu incluso tra i 10 migliori film del 1976 dal National Board of Review.

## Trama
New York, 1953. Howard Prince lavora come cassiere in un ristorante e per arrotondare lo stipendio svolge l'attività di allibratore. Un giorno viene avvicinato dall'amico Alfred Miller, sceneggiatore finito nella lista nera della Commissione per le attività antiamericane che gli propone di diventare un front man, un prestanome, chiedendogli di poter utilizzare il suo nome per presentare le sue sceneggiature a un network televisivo.
Essendo un uomo politicamente "pulito" e oltretutto bisognoso di soldi, Howard accetta e colleziona più di un successo in televisione, tanto che altri colleghi di Miller iniziano a loro volta a servirsi di lui come prestanome. Parallelamente la commissione fa pressione su Hecky Brown, un attore affermato finito nella blacklist e perciò rimasto senza soldi e senza più rispetto nel mondo dello spettacolo, affinché collabori e incastri qualche sceneggiatore. L'uomo, dopo aver tentato di far cadere Howard nelle maglie della commissione, prova un forte senso di vergogna e finisce per suicidarsi.
Diventato in breve tempo ricco e famoso, benché senza alcun merito, Howard inizia anche una relazione con Florence, una ragazza che si innamora di lui più per le sue qualità di scrittore che per la sua vera personalità. Il contatto quotidiano con persone di cultura e livello morale scuote però la sua coscienza e Howard, finito a sua volta di fronte al comitato dei Freedom Information Services, riesce a non farsi sopraffare dalla paura nonostante le pressioni psicologiche subite e a non fare nomi, pur sapendo di andare incontro alla prigione.

## Produzione
(Frase riportata su alcune locandine del film.)
L'origine de Il prestanome risale al 1970, quando Martin Ritt e Walter Bernstein stavano lavorando a I cospiratori. Entrambi avevano vissuto in prima persona l'ostracismo della HUAC ed erano perciò intenzionati a realizzare un film che trattasse l'argomento della lista nera di Hollywood, all'epoca considerato dai più ancora un tabù, senza risultare però "predicatorio". Nonostante la presenza di due comici come Woody Allen e Zero Mostel in ruoli da protagonista, il regista ci tenne comunque a precisare che non si trattava espressamente di una commedia: «Al contrario, ciò che il pubblico vedrà è un film pieno di amarezza e ironia che riflette l'assurdità del periodo della lista nera». Sul New York Times anche Bernstein sottolineò che il film era «fondamentalmente un film molto serio, un racconto morale».

### Sceneggiatura

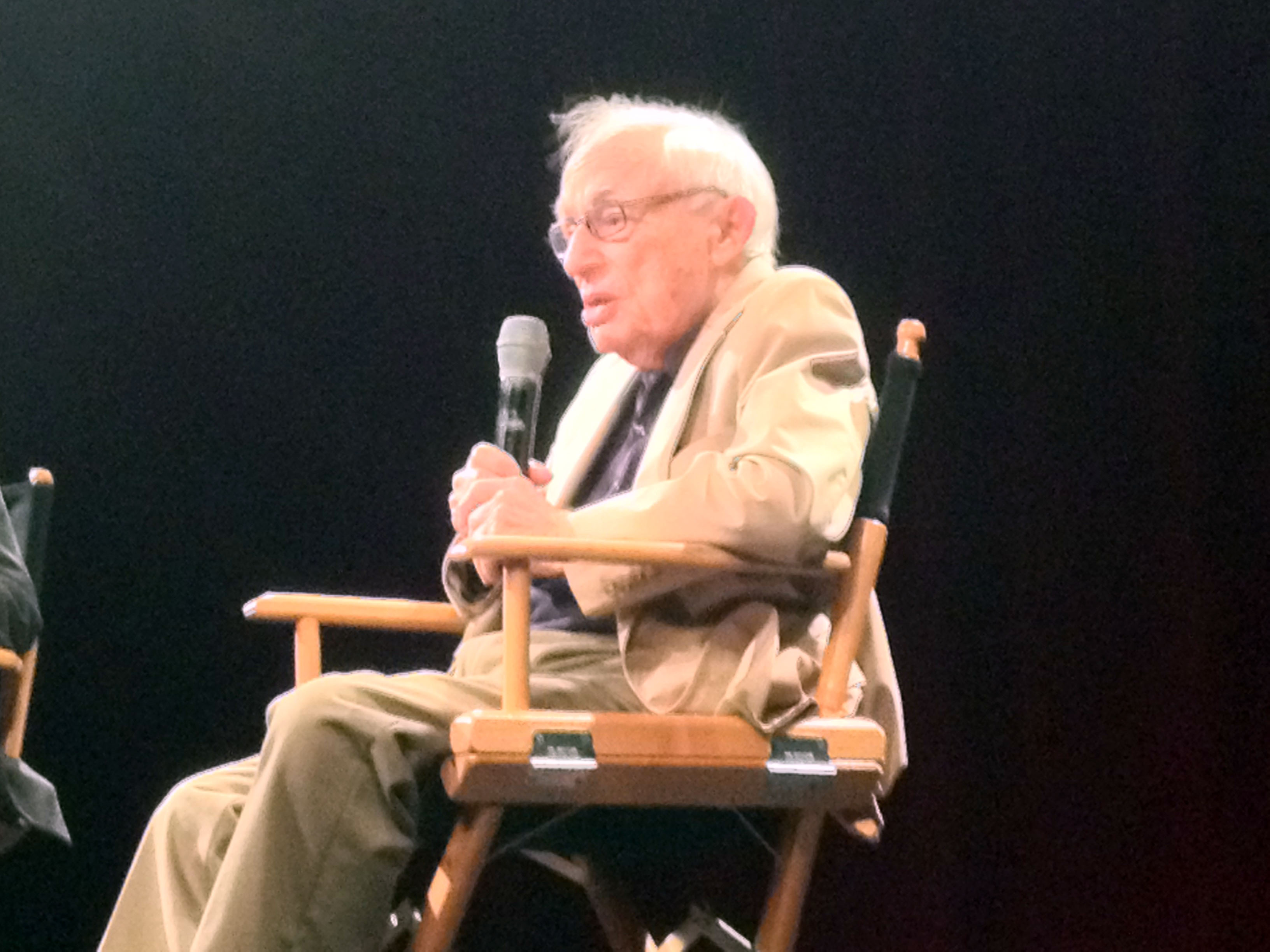
Walter Bernstein dopo la proiezione del film alla School of Visual Arts di Manhattan, 7 giugno 2016

Walter Bernstein, nello stendere il copione, attinse da alcuni eventi realmente accaduti a lui ed a varie sue conoscenze finite nel mirino della HUAC. Ad esempio, la scena in cui un Hecky Brown ormai sempre più in bolletta accetta d'esibirsi in un resort sui monti Catskill per la cifra di 500 dollari, per poi scoprire all'ultimo minuto che il suo compenso è stato ridotto a 250, si riferisce a un episodio simile accaduto proprio a Zero Mostel negli anni cinquanta, quando appunto languiva professionalmente per via della lista nera. Nel film quando Hecky, ad esibizione ormai conclusa, si accorge che gli è stato dato dallo stesso direttore un compenso ridotto, ha nei confronti di quest'ultimo una reazione talmente violenta da farsi subito sbattere fuori, mentre a Mostel la rettifica gli era stata comunicata appena prima dell'inizio del suo numero, sicché l'attore, come testimoniato da Bernstein (che lo aveva accompagnato), aveva sfogato la sua rabbia sulla platea del resort, che reagì pensando che facesse parte della sua esibizione: «La sua esibizione era piena di rabbia, continuava a interrompersi per imprecare contro il pubblico e più imprecava più continuavano ad applaudire e a ridere. Era brillante e spaventoso». Bernstein originariamente l'aveva infatti scritto così come si era svolto, ma Mostel si rifiutò di riprodurlo.
Anche la scena in cui lo sceneggiatore Alfred Miller (interpretato da Michael Murphy) presenta Howard ai colleghi Herbert Delaney (Lloyd Gough) e Bill Phelps (David Marguiles) ha un'attinenza con la realtà: i tre scrittori rappresenterebbero infatti rispettivamente lo stesso Bernstein, Abraham Polonsky e Arnold Manoff, all'epoca tutti inseriti nella lista nera.
Bernstein riportò poi di come la sequenza del suicidio di Hecky fosse stata frutto unicamente di Ritt e del direttore della fotografia Michael Chapman che, al momento di girarla all'Hotel Plaza, preferirono agire diversamente da quanto indicato sul copione. La sceneggiatura prevedeva infatti che l'attore si togliesse la vita ingerendo dei sonniferi, ma Ritt pensò che optare per una rappresentazione più minimalistica di un salto dalla finestra esemplificasse radicalmente l'immagine della morte, fondendo l'elemento del gesto teatrale con l'orrore che stava avvolgendo il Paese.

### Cast

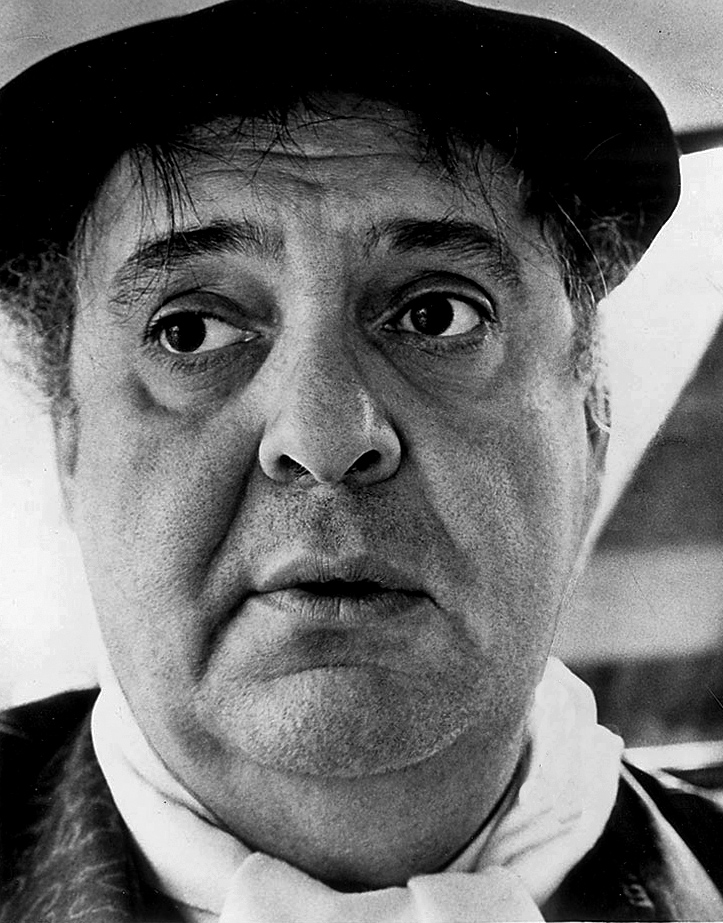
Zero Mostel all'inizio degli anni sessanta

Woody Allen, reduce dall'ottimo successo del suo Amore e guerra, era in quegli anni sulla cresta dell'onda quando venne scelto per impersonare il ruolo di Howard Prince, anche se a dirla tutta non fu la prima scelta del regista e dello sceneggiatore, che caldeggiarono per l'appunto i nomi di Robert Redford e Dustin Hoffman prima di scritturarlo. In seguito, Martin Ritt riconobbe come la sua presenza ebbe modo d'influenzare il tono del film e persino la sua stessa percezione da parte degli spettatori, osservando che «il pubblico entrava aspettandosi una commedia di Woody Allen e usciva distrutto». In un'intervista per il New York Times, lo stesso Allen parlò delle sue riserve legate soprattutto al fatto di partecipare per la prima volta a un film solo in qualità di attore, ammettendo però in seguito: «La ragione per cui ho fatto Il prestanome era che ne valeva la pena. Martin Ritt e Walter Bernstein erano sopravvissuti alla lista nera con dignità, quindi non mi è dispiaciuto rimettermi al loro giudizio».
Il prestanome fu l'ultimo film interpretato da Zero Mostel, la cui carriera era stata profondamente segnata dal maccartismo per quasi tutti gli anni cinquanta. La motivazione del suo coinvolgimento non fu solo di natura personale ma anche dettata dall'intenzione di educare un'altra generazione di americani. «È una parte di questo Paese», ha sottolineato nella sua biografia scritta da Jared Brown, «e molti ragazzi non si rendono nemmeno conto che la lista nera sia esistita». Lo stesso Martin Ritt ha dichiarato che la sua presenza rappresentò «un significato speciale per tutti noi, incluso Woody anche se ovviamente non era stato nella lista nera. Mi sono divertito a lavorare con Zero. Avrebbe potuto essere difficile. Non sempre andava perfettamente d'accordo con Woody, ma si rispettavano». Il ruolo di Hecky Brown era vagamente basato sull'attore Philip Loeb, amico personale di Mostel ed egli stesso vittima della HUAC. Dopo aver perso nel 1951 il ruolo principale nella serie televisiva The Goldbergs, sempre più scoraggiato l'attore si era suicidato quattro anni dopo.
Oltre a Zero Mostel, nel film compaiono altri attori che negli anni cinquanta erano stati coinvolti nelle indagini della HUAC: Herschel Bernardi (il produttore Phil Sussman), Lloyd Gough (Herbert Delaney) e Joshua Shelley (Sam, il centralinista del resort sui monti Catskill).
Il film segnò l'esordio cinematografico dell'attrice Andrea Marcovicci, che ottenne una candidatura al Golden Globe per il ruolo di Florence Barrett, e vide una delle prime apparizioni di Danny Aiello in quello del fruttivendolo Danny LaGattuta.

### Riprese
Il film fu girato a New York, principalmente nella Midtown Manhattan, a partire dal 15 settembre 1975 per circa undici settimane di riprese. Tra le varie location vennero utilizzati Central Park, la Grand Central Station, l'Hotel Plaza, i Bonnefont Gardens del museo The Cloisters, l'RCA Building (ora 30 Rockefeller Plaza) e l'Argosy Book Store. Alcune scene furono inoltre girate al Brown's Resort sui monti Catskill.

## Distribuzione
La première si tenne il 30 settembre 1976 a New York e il successivo 6 ottobre a Los Angeles.

### Data di uscita
- 30 settembre 1976 negli Stati Uniti (The Front)
- 13 gennaio 1977 nel Regno Unito (The Front)
- 21 gennaio in Germania Ovest (Der Strohmann)
- 26 gennaio in Francia (Le Prête-nom)
- 4 febbraio in Italia (Il prestanome)
- 25 febbraio in Danimarca (Stråmanden) e Irlanda (The Front)
- 22 aprile in Finlandia (Musta lista)
- 9 maggio in Svezia (Aldrig i livet)

- 7 settembre in Colombia
- 3 novembre in Belgio
- 8 marzo 1978 in Spagna (La tapadera)
- 10 marzo in Germania Est (Der Strohmann)
- 6 aprile in Portogallo (O Testa de Ferro)
- 27 luglio in Ungheria (A jónevű senki)
- 20 aprile 1979 in Messico (El prestanombres)
- 12 settembre 1985 in Uruguay (El testaferro)

### Edizioni home video
Il film è stato distribuito in DVD il 17 febbraio 2004 dalla Columbia TriStar e il 4 agosto 2015 dalla Sony Pictures Home.

## Accoglienza

### Critica
Il film ottenne buone recensioni ma anche alcune critiche negative, quest'ultime rivolte in particolare al fatto di aver affrontato un argomento così serio con i toni della commedia ed alla stessa prestazione di Woody Allen, ritenuto da alcuni non all'altezza del ruolo ed incapace di trascendere il suo tipico personaggio comico.
Il New York Post lo definì «una commedia leggera forgiata da un dolore oscuro e autentico», mentre la critica Pauline Kael del The New Yorker dette un giudizio generale negativo, pur ammettendo che il film affrontava «un argomento su cui non si può essere contrari. Nella sua forma più accattivante, questo film afferma che le persone non dovrebbero essere messe sotto pressione per dare informazioni sui loro amici, che le persone non dovrebbero essere umiliate per guadagnarsi da vivere».
Il critico Roger Ebert trovò che Il prestanome fosse «vittima della sua stessa pubblicità... Per mesi ci è stato promesso un serio trattamento cinematografico del maccartismo e delle liste nere dello show business dei primi anni cinquanta. Abbiamo sentito parlare di Woody Allen nel suo primo ruolo serio e di come il regista del film, il suo autore e due delle sue star fossero stati loro stessi inseriti nella lista nera. Ci aspettavamo un'accusa verso un capitolo vergognoso nella storia americana. Ciò che abbiamo sono le avventure di uno schlemihl nel paese delle meraviglie». Uno dei pochi elementi che Ebert apprezzò fu la prova di Zero Mostel nei panni di «un personaggio in cui possiamo credere. La tragedia implicita da questo personaggio ci dice ciò che dobbiamo sapere sull'effetto della lista nera sulla vita delle persone, il resto del film non aggiunge quasi nient'altro».
In Italia il quotidiano La Stampa trovò che il film «non aggiunge molto di nuovo all'indagine condotta dal cinema sul nero periodo maccartista» e che «la critica si ferma agli effetti senza indagare le cause del fenomeno». La recensione aggiunse inoltre che la scritturazione di Allen avesse «condizionato la struttura della storia, indecisa tra i toni della commedia e la denuncia sociale», mentre elogiò la prova di Mostel e in particolare la scena del suicidio, «un pezzo di bravura in cui recitazione e regia raggiungono un livello espressivo di rara efficacia drammatica».

## Riconoscimenti
- 1977 – Premio Oscar
  - Candidatura Migliore sceneggiatura originale a Walter Bernstein
- 1977 – Golden Globe
  - Candidatura migliore attrice debuttante a Andrea Marcovicci
- 1978 – Premio BAFTA
  - Candidatura Miglior attore non protagonista a Zero Mostel
- 1977 – Writers Guild of America Award
  - Candidatura Miglior dramma cinematografico originale a Walter Bernstein